# 1654년
1654년은 목요일로 시작하는 평년이다.

## 연호
- 남명(南明) 영력(永曆) 8년
- 청(淸) 순치(順治) 11년
- 일본(日本) 조오(承応) 3년
- 후 레 왕조(後黎朝) 틴득(盛德) 2년
- 막 왕조(莫朝) 투언득(順德) 17년

## 기년
- 남명(南明) 소종 영력제(昭宗 永曆帝) 8년
- 류큐(琉球) 쇼시쓰왕(尚質王) 7년
- 청(淸) 세조 순치제(世祖 順治帝) 11년
- 조선(朝鮮) 효종(孝宗) 5년
- 후 레 왕조(後黎朝) 신종(神宗) 복위 6년

## 사건
- 1월 1일 (음력) - 조선에서 새로운 역법인 시헌력을 사용하기 시작함.[1]
- 3월 20일(음력 2월 2일) - 청나라에서 러시아 정벌을 위해 조선 포수(砲手) 100여 명 지원 요청. (나선정벌의 시작)
- 음력 5월 - 원두표(元斗杓)의 건의로 삼남의 16곳 영에 전임 영장(營將) 파견
- 8월 13일(음력 7월 2일) - 변급이 지휘하는 조선군이 아무르강(흑룡강)에서 러시아군을 격파. (제1차 나선정벌(羅禪征伐))
- 9월 19일(음력 8월 9일) - 경상도에서 속오군 급보법(給保法)을 최초로 시행함

## 탄생
- 5월 4일 - 청나라의 제4대 황제 강희제. (~1722년)
- 7월 1일 - 프랑스의 원수 루이조제프 드 부르봉 드 방돔 공작. (~?)

### 미상
- 영국의 해적 윌리엄 키드. (~1701년)

## 사망
- 이탈리아의 건축가, 천문학자, 조각가, 수학자 오라치오 그라시. (1583년~)

1. ↑  [조선왕조실록 효종실록 10권] 효종 4년 1653년 1월 6일........自甲午年, 一依新法, 推算印行爲當